# Corriere delle dame
Il Corriere delle dame fu una rivista di moda italiana attiva tra il 1804 e il 1874.

## Storia
Il Corriere delle dame fu fondato a Milano nel 1804 da Carolina Arienti Lattanzi, moglie del giornalista romano Giuseppe Lattanzi. La rivista fu in ordine cronologico la terza pubblicazione dedicata alla moda in territorio italiano dopo il Giornale delle nuove mode di Francia e d'Inghilterra (Milano, 1786) e La donna elegante ed erudita (Venezia, 1786): fu tuttavia quella che ottenne più successo in quegli anni..
Il successo che il periodico riscontrò all'epoca fu in parte dovuto ai contenuti non solo legati ad argomenti allora supposti ad uso esclusivo del pubblico femminile, come moda, puericultura e poesie sentimentali, ma anche a questioni letterarie, artistiche, teatrali, politiche e di educazione civica.
Alla morte di Carolina Arienti Lattanzi, nel 1818, la direzione del giornale passò a un'altra donna, Giuditta Lampugnani, che la gestì insieme al figlio Alessandro.
Dopo gli eventi del 1848 nacquero due testate "figlie" specificamente dedicate alle sarte: al «Corriere delle dame» si affiancarono il «Corriere delle mode» e «La Ricamatrice».
Le tre riviste chiusero i battenti quando l'editore, Sonzogno, decise di non dedicare più quei contenuti in una sola rivista specializzata, bensì di usare gli articoli come inserti in altre pubblicazioni. La rivista era pubblicata con cadenza settimanale. La sede del Corriere delle dame era a Milano. Nel 1811 il numero di abbonati era di 700. La rivista è esistita fino al luglio 1875.